# Super 14 2006
Il Super 14 2006 fu l'11ª edizione del Super Rugby SANZAR, torneo professionistico di rugby a 15 che si disputa su base annuale tra squadre di club delle federazioni australiana, neozelandese e sudafricana.
Composta interamente di franchise, si tenne tra febbraio e maggio 2006; rispetto all'anno precedente vide la presenza di due nuove formazioni, i Central Cheetahs e gli Western Force, rispettivamente da Sudafrica e Australia.
Un'ulteriore franchise di Port Elizabeth, i Southern Spears, concorse per l'ammissione al Super 14, ma fu esclusa per carenza di garanzie economiche; nonostante un ricorso alla corte di giustizia distrettuale della Provincia del Capo Orientale, risoltosi in un pronunciamento favorevole, tuttavia la SANZAR non acconsentì a integrare il torneo con gli Spears.
Dopo la stagione regolare, tutte e tre le federazioni risultarono rappresentate in semifinale: la Nuova Zelanda con i campioni uscenti dei Crusaders e gli Hurricanes, l'Australia con gli Waratahs e il Sudafrica con i Bulls.
La finale, disputata a Christchurch, fu tutta neozelandese, e vinta per la sesta volta (in undici edizioni) dai Crusaders, che riuscirono solo nel finale a venire a capo di una partita difficile, risolta da una meta di Laulala a dieci minuti dal termine, e in cui la nebbia impedì praticamente a chiunque di seguire le azioni di gioco, anche se l'esperto arbitro sudafricano Jonathan Kaplan reputò le condizioni meteorologiche idonee per lo svolgimento dell'incontro.

## Squadre partecipanti e ambiti territoriali
| Paese         | Squadra       | Sede           | Area                                            |
| ------------- | ------------- | -------------- | ----------------------------------------------- |
| Australia     | Brumbies      | Canberra       | Territorio della Capitale Australiana           |
| Australia     | Reds          | Brisbane       | Stato del Queensland                            |
| Australia     | Waratahs      | Sydney         | Stato del Nuovo Galles del Sud                  |
| Australia     | Western Force | Perth          | Stato dell’Australia Occidentale                |
| Nuova Zelanda | Blues         | Auckland       | Penisola di North Auckland                      |
| Nuova Zelanda | Chiefs        | Hamilton       | Distretti di Hamilton, Tauranga e Rotorua       |
| Nuova Zelanda | Crusaders     | Christchurch   | Regione di Canterbury                           |
| Nuova Zelanda | Highlanders   | Dunedin        | Distretto di Otago e South Land                 |
| Nuova Zelanda | Hurricanes    | Wellington     | Wellington, Palmerston North e Napier           |
| Sudafrica     | Bulls         | Pretoria       | East Rand, Limpopo                              |
| Sudafrica     | Cheetahs      | Bloemfontein   | Stato libero, Provincia del Capo Settentrionale |
| Sudafrica     | Lions         | Johannesburg   | Mpumalanga, Provincia del Nordovest             |
| Sudafrica     | Sharks        | Durban         | KwaZulu-Natal                                   |
| Sudafrica     | Stormers      | Città del Capo | Cape Winelands, West Coast                      |

## Stagione regolare

### Risultati
|           | 1ª giornata              |       |
| --------- | ------------------------ | ----- |
| 10–2–2006 | Blues – Hurricanes       | 19–37 |
| 10–2–2006 | Western Force – Brumbies | 10–25 |
| 10–2–2006 | Cheetahs – Bulls         | 18–30 |
| 11–2–2006 | Crusaders – Highlanders  | 38–15 |
| 11–2–2006 | Reds – Waratahs          | 12–16 |
| 11–2–2006 | Lions – Stormers         | 12–23 |
| 11–2–2006 | Sharks – Chiefs          | 30–21 |

|          | 4ª giornata            |       |
| -------- | ---------------------- | ----- |
| 3–3–2006 | Chiefs – Reds          | 35–17 |
| 3–3–2006 | Brumbies – Lions       | 28–7  |
| 4–3–2006 | Waratahs – Sharks      | 31–16 |
| 4–3–2006 | Crusaders – Blues      | 39–10 |
| 4–3–2006 | Stormers – Highlanders | 15–30 |
| 4–3–2006 | Cheetahs – Hurricanes  | 27–25 |
| Rip.     | Bulls e Western Force  |       |

|           | 7ª giornata           |       |
| --------- | --------------------- | ----- |
| 24–3–2006 | Hurricanes – Sharks   | 23–17 |
| 24–3–2006 | Waratahs – Blues      | 43–9  |
| 24–3–2006 | Cheetahs – Reds       | 10–6  |
| 25–3–2006 | Brumbies – Chiefs     | 28–26 |
| 25–3–2006 | Highlanders – Lions   | 16–14 |
| 25–3–2006 | Western Force – Bulls | 21–30 |
| Rip.      | Stormers e Crusaders  |       |

|           | 10ª giornata             |       |
| --------- | ------------------------ | ----- |
| 14–4–2006 | Blues – Western Force    | 39–8  |
| 15–4–2006 | Crusaders – Cheetahs     | 53–17 |
| 15–4–2006 | Chiefs – Stormers        | 30–20 |
| 15–4–2006 | Reds – Bulls             | 20–19 |
| 15–4–2006 | Lions – Sharks           | 8–36  |
| 16–4–2006 | Highlanders – Hurricanes | 13–29 |
| 16–4–2006 | Waratahs – Brumbies      | 37–14 |

|          | 13ª giornata             |       |
| -------- | ------------------------ | ----- |
| 5–5–2006 | Hurricanes – Reds        | 26–22 |
| 5–5–2006 | Bulls – Crusaders        | 17–35 |
| 6–5–2006 | Chiefs – Waratahs        | 37–33 |
| 6–5–2006 | Brumbies – Highlanders   | 26–28 |
| 6–5–2006 | Cheetahs – Western Force | 14–16 |
| 6–5–2006 | Sharks – Stormers        | 24–17 |
| 6–5–2006 | Lions – Blues            | 34–33 |

|           | 2ª giornata                |       |
| --------- | -------------------------- | ----- |
| 17–2–2006 | Highlanders – Blues        | 25–13 |
| 17–2–2006 | Lions – Chiefs             | 21–16 |
| 17–2–2006 | Bulls – Brumbies           | 21–27 |
| 18–2–2006 | Hurricanes – Western Force | 29–5  |
| 18–2–2006 | Reds – Crusaders           | 21–47 |
| 18–2–2006 | Sharks – Cheetahs          | 26–27 |
| 18–2–2006 | Stormers – Waratahs        | 26–32 |

|           | 5ª giornata           |       |
| --------- | --------------------- | ----- |
| 10–3–2006 | Chiefs – Crusaders    | 19–25 |
| 10–3–2006 | Waratahs – Lions      | 50–3  |
| 11–3–2006 | Brumbies – Sharks     | 35–30 |
| 11–3–2006 | Reds – Western Force  | 29–18 |
| 11–3–2006 | Bulls – Highlanders   | 23–16 |
| 11–3–2006 | Stormers – Hurricanes | 19–23 |
| Rip.      | Cheetahs e Blues      |       |

|           | 8ª giornata              |       |
| --------- | ------------------------ | ----- |
| 31–3–2006 | Blues – Bulls            | 30–17 |
| 31–3–2006 | Waratahs – Cheetahs      | 26–3  |
| 31–3–2006 | Western Force – Stormers | 25–26 |
| 1–4–2006  | Hurricanes – Crusaders   | 11–20 |
| 1–4–2006  | Chiefs – Highlanders     | 16–13 |
| 1–4–2006  | Sharks – Reds            | 36–28 |
| Rip.      | Lions e Brumbies         |       |

|           | 11ª giornata              |       |
| --------- | ------------------------- | ----- |
| 21–4–2006 | Chiefs – Cheetahs         | 33–32 |
| 21–4–2006 | Reds – Stormers           | 20–24 |
| 21–4–2006 | Western Force – Crusaders | 23–23 |
| 22–4–2006 | Brumbies – Hurricanes     | 21–16 |
| 22–4–2006 | Sharks – Blues            | 32–15 |
| 22–4–2006 | Bulls – Lions             | 46–17 |
| Rip.      | Waratahs e Highlanders    |       |

|           | 14ª giornata           |       |
| --------- | ---------------------- | ----- |
| 12–5–2006 | Crusaders – Brumbies   | 33–3  |
| 12–5–2006 | Reds – Highlanders     | 22–16 |
| 12–5–2006 | Sharks – Western Force | 41–25 |
| 13–5–2006 | Blues – Chiefs         | 9–30  |
| 13–5–2006 | Waratahs – Hurricanes  | 14–19 |
| 13–5–2006 | Cheetahs – Lions       | 28–23 |
| 13–5–2006 | Stormers – Bulls       | 10–43 |

|           | 3ª giornata            |       |
| --------- | ---------------------- | ----- |
| 24–2–2006 | Hurricanes – Lions     | 29–16 |
| 24–2–2006 | Western Force – Chiefs | 9–26  |
| 24–2–2006 | Stormers – Brumbies    | 15–15 |
| 25–2–2006 | Crusaders – Sharks     | 22–20 |
| 25–2–2006 | Reds – Blues           | 20–21 |
| 25–2–2006 | Bulls – Waratahs       | 26–17 |
| 25–2–2006 | Cheetahs – Highlanders | 12–17 |

|           | 6ª giornata              |       |
| --------- | ------------------------ | ----- |
| 17–3–2006 | Crusaders – Lions        | 43–15 |
| 17–3–2006 | Western Force – Waratahs | 7–32  |
| 17–3–2006 | Bulls – Hurricanes       | 23–26 |
| 18–3–2006 | Blues – Brumbies         | 26–15 |
| 18–3–2006 | Highlanders – Sharks     | 11–26 |
| 18–3–2006 | Stormers – Cheetahs      | 25–31 |
| Rip.      | Reds e Chiefs            |       |

|          | 9ª giornata                 |       |
| -------- | --------------------------- | ----- |
| 7–4–2006 | Crusaders – Waratahs        | 17–11 |
| 8–4–2006 | Highlanders – Western Force | 25–22 |
| 8–4–2006 | Chiefs – Bulls              | 26–26 |
| 8–4–2006 | Blues – Stormers            | 32–15 |
| 8–4–2006 | Brumbies – Cheetahs         | 53–20 |
| 8–4–2006 | Lions – Reds                | 16–23 |
| Rip.     | Sharks e Hurricanes         |       |

|           | 12ª giornata           |       |
| --------- | ---------------------- | ----- |
| 28–4–2006 | Highlanders – Waratahs | 3–20  |
| 28–4–2006 | Lions – Western Force  | 34–34 |
| 29–4–2006 | Hurricanes – Chiefs    | 35–10 |
| 29–4–2006 | Brumbies – Reds        | 36–0  |
| 29–4–2006 | Cheetahs – Blues       | 33–34 |
| 29–4–2006 | Bulls – Sharks         | 34–27 |
| 29–4–2006 | Stormers – Crusaders   | 28–17 |

### Classifica
|  |     | Squadra       | G  | V  | N | P  | PF  | PS  | B  | Pt |
|  | --- | ------------- | -- | -- | - | -- | --- | --- | -- | -- |
|  | 1.  | Crusaders     | 13 | 11 | 1 | 1  | 412 | 210 | 5  | 51 |
|  | 2.  | Hurricanes    | 13 | 10 | 0 | 3  | 328 | 226 | 7  | 47 |
|  | 3.  | Waratahs      | 13 | 9  | 0 | 4  | 362 | 192 | 9  | 45 |
|  | 4.  | Bulls         | 13 | 7  | 1 | 5  | 355 | 290 | 7  | 38 |
|  | 5.  | Sharks        | 13 | 7  | 0 | 6  | 361 | 297 | 10 | 38 |
|  | 6.  | Brumbies      | 13 | 8  | 1 | 4  | 326 | 269 | 4  | 38 |
|  | 7.  | Chiefs        | 13 | 7  | 1 | 5  | 325 | 298 | 6  | 36 |
|  | 8.  | Blues         | 13 | 6  | 0 | 7  | 290 | 344 | 5  | 29 |
|  | 9.  | Highlanders   | 13 | 6  | 0 | 7  | 228 | 276 | 3  | 27 |
|  | 10. | Cheetahs      | 13 | 5  | 0 | 8  | 272 | 367 | 7  | 27 |
|  | 11. | Stormers      | 13 | 4  | 1 | 8  | 263 | 334 | 5  | 23 |
|  | 12. | Reds          | 13 | 4  | 0 | 9  | 240 | 320 | 6  | 22 |
|  | 13. | Cats          | 13 | 2  | 1 | 10 | 220 | 405 | 5  | 15 |
|  | 14. | Western Force | 13 | 1  | 2 | 10 | 223 | 373 | 4  | 12 |

## Semifinali
| Wellington 19 maggio 2006, ore 19:35 UTC+12 | Hurricanes | 16 – 14 | Waratahs | Westpac Stadium (34.500 spett.) |

| Christchurch 20 maggio 2006, ore 19:35 UTC+12 | Crusaders | 35 – 15 | Bulls | Jade Stadium (24.000 spett.) |

## Finale
| Arbitro: | Jonathan Kaplan |

|                            |      |                                            |
| 62’ Laulala                | mt   |                                            |
| 62’ Carter                 | tr   |                                            |
| 32’, 37’, 46’ e 69’ Carter | c.p. | 14’ Weepu, 44’ Holwell, 56’ e 70’ Gopperth |